# سائل خلالي

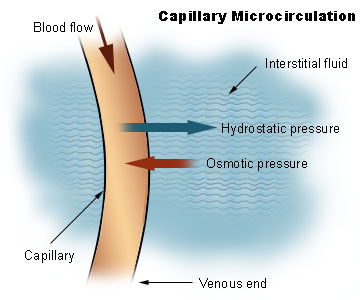

السائل الخلالي أو السائل النسيجي سائل ينتج عن رشح الدم عبر الشعيرات الدموية وتركيبه الكيميائي وخواصه الفيزيائية تكون في حالة إتزان ديناميكي .
وهو سائل يغمر معظم خلايا الجسم ومصدره الرئيسي بلازما الدم ويعمل السائل النسيجي كوسط تنتقل فيه المواد الغذائية والتالفة من الشعيرات الدموية إلى الخلايا وبالعكس. ويشبه في التركيب بلازما الدم، ويعتبر ضغط الدم في الشعيرات والضغط الاسموزي لبروتينات البلازما من أهم العوامل التي تؤثر في تكوين السائل النسيجي، يعود السائل الراشح من الجانب الشرياني إلى الجانب الوريدي إلى مجرى الدم، الا ان حوالي 15% تبقى بين الانسجة وتسبب حالة مرضية تدعى الاستسقاء